# Делилиманская

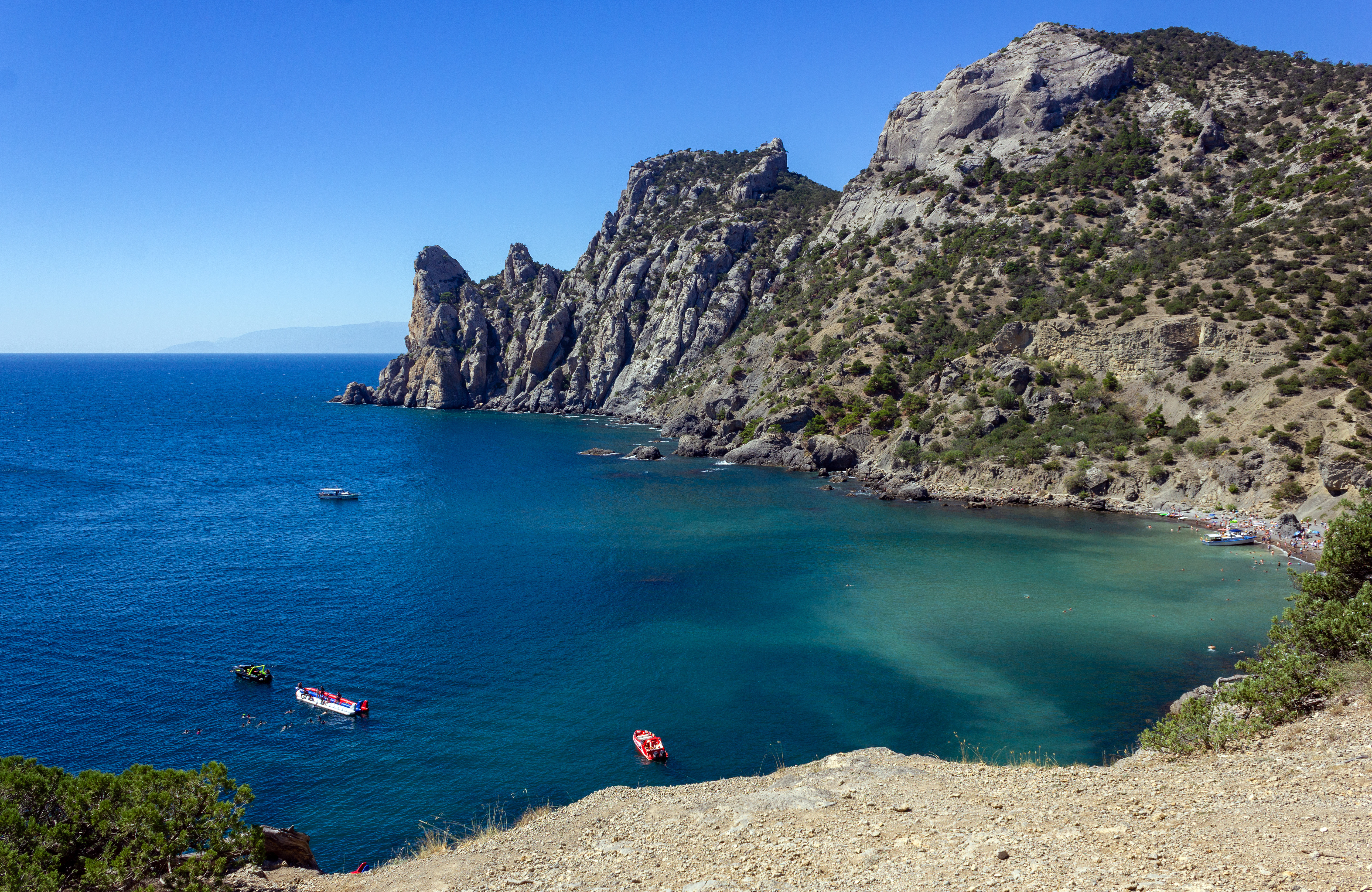
Караул-Оба и Делилиманская бухта.

Делилиманская (Голубая бухта, Делиман) — бухта в Крыму.
Делилиманская бухта расположена у посёлка Новый Свет в Крыму, у подножия горы Караул-Оба. С восточной стороны бухты — мыс Пещерный (Капчик), с западной — мыс Чикен. Глубина бухты не превышает 20 метров.
Побережье бухты входит в состав заказника «Новый Свет». Северная часть побережья бухты известна как Царский пляж, по пребыванию здесь на отдыхе в 1912 году императора Николая II.
На некоторых картах она обозначена как Делимано — это вариант названия Делилиманской бухты.
Здесь были сняты эпизоды ряда фильмов: «Пираты XX века», «Человек-амфибия», «Три плюс два», «Спортлото-82», «Одиночное плавание». В восточной части бухты, у мыса Капчик, находится остров-камень Черепаха.